# アナマリア・ヴァルトロメイ
アナマリア・ヴァルトロメイ（Anamaria Vartolomei、1999年4月9日 - ）は、フランスとルーマニアの国籍をもつ女優。身長170cm。

## 人物
子役として出演した2011年の映画『ヴィオレッタ』でキャリアを歩み始めた。10歳半での映画デビューとなったこの作品では、500人の候補者の中から選ばれて、イザベル・ユペールと主役を共演した。彼女の役には、監督したエヴァ・イオネスコ自身の子ども時代が強く反映されている。この最初の役の演技によって、彼女はリュミエール賞有望女優賞を獲得した。翌年のカンヌ映画祭では、彼女は批評家週間のポスターに取り上げられた。
2021年の映画『あのこと (L'Événement)』における演技で、リュミエール賞最優秀女優賞とセザール賞有望女優賞を受賞した。
彼女は、ユニフランスと『スクリーン・インターナショナル (Screen International)』誌が選んだ、注目されるフランスのタレントのリストに選ばれている。

## 生い立ちと教育
ヴァルトロメイは、バカウに生まれ、ダルマネシュティのプロプ (Plopu) という村で育った。彼女の両親は、彼女が2歳の頃から国外で働き始め、最初はイングランド、次いでフランスで働いた。その間、祖父母のもとで育った彼女は、6歳の時に両親の元に赴き、イシー＝レ＝ムリノーに定住した。その後、彼女はアナトール・フランス学校 (l'école Anatole France) に学んだ。演技については、クール・フローランと  Les Enfants Terribles で学んだ。彼女はソルボンヌ大学への入学を認められたが、女優としてのキャリアを優先するため入学はしなかった。

## フィルモグラフィ
| 年   | タイトル                                                            | 配役                               | 注     |
| ---- | ------------------------------------------------------------------- | ---------------------------------- | ------ |
| 2011 | ヴィオレッタ / My Little Princess                                   | Violetta Giurgiu                   |        |
| 2014 | C comme Couteau                                                     | Bianca                             | 短編   |
| 2015 | The Second Shore (フランス語: Deux Rivages)                         | Alexandra                          | 短編   |
| 2016 | My Revolution (フランス語: Ma révolution)                           | Sygrid                             |        |
| 2016 | The Ideal (フランス語: L'idéal)                                     | Lena                               |        |
| 2016 | Eternity (フランス語: Éternité)                                     | Young Margaux                      |        |
| 2017 | 乙女たちの秘めごと / The Sower (フランス語: Le semeur)              | Joséphine                          |        |
| 2017 | The Royal Exchange (フランス語: L'échange des princesses)           | ルイーズ・エリザベート・ドルレアン | [ 13 ] |
| 2019 | ジャスト・キッズ / Just Kids                                        | Lisa Certy                         |        |
| 2020 | 5月の花嫁学校 / How to Be a Good Wife (フランス語: La bonne épouse) | Albane Des-deux-Ponts              |        |
| 2021 | あのこと / Happening (フランス語: L'événement)                      | Anne Duchesne                      |        |
| 2025 | ミッキー17 Mickey 17                                                | カイ・キャッツ                     |        |

## 受賞・ノミネーション
| 年   | 賞                                                                | カテゴリー                    | 作品         | 結果       | 注            |
| ---- | ----------------------------------------------------------------- | ----------------------------- | ------------ | ---------- | ------------- |
| 2012 | 第17回リュミエール賞                                              | 有望女優賞                    | ヴィオレッタ | ノミネート |               |
| 2022 | 第27回リュミエール賞                                              | 最優秀女優賞                  | あのこと     | 受賞       | [ 14 ] [ 15 ] |
| 2022 | International Cinephile Society                                   | Best Actress                  | あのこと     | 未決定     |               |
| 2022 | International Cinephile Society                                   | Best Breakthrough Performance | あのこと     | 未決定     |               |
| 2022 | ベルリン国際映画祭 (Berlinale)                                    | Shooting Star                 | N/A          | 受賞       | [ 16 ]        |
| 2022 | セザール賞 (César Awards)                                         | 有望女優賞                    | あのこと     | 受賞       |               |
| 2022 | Dublin Film Critics' Circle at Dublin International Film Festival | Award for Best Actress        | あのこと     | 受賞       |               |
| 2024 | 第37回東京国際映画祭                                              | 最優秀女優賞                  | トラフィック | 受賞       | [ 17 ]        |

## モードの顔として
ヴァルトロメイは、シャネル傘下のアクセサリー・ブランド「メゾンミッシェル (Maison Michel)」の顔となっており、また、「Bonpoint」ブランドの「YAM」ライン製品の顔ともなっている。